# L'amore merita
L'amore merita è un singolo delle cantanti italiane Simonetta Spiri, Greta Manuzi, Verdiana Zangaro e Roberta Pompa pubblicato il 1º aprile 2016.

## Descrizione
L'amore merita esce in concomitanza con il decimo compleanno di Gay Help Line su tutte le piattaforme di digital download per l'etichetta discografica New Music International.
Il brano è prodotto in collaborazione con Simonetta Spiri, Greta Manuzi, Roberta Pompa e Verdiana Zangaro. Scritto nel 2013 da Simonetta Spiri, Luca Sala, Marco Rettani.
Il 17 giugno esce in digitale L'amore merita remix, un EP contenente quattro tracce remixate in chiave dance e reggaeton ciascuna disponibile nella versione radio edit ed extended.

## Videoclip
Il videoclip del brano viene pubblicato il 31 marzo sul sito di TGcom24 e il 1º aprile su YouTube raggiungendo 4,5 milioni di visualizzazioni.

## Accoglienza
L'amore merita raggiunge la posizione n° 57 nella classifica FIMI e il 21 novembre 2016 viene certificato disco d'oro per le 25 000 copie vendute.

## L'Amore merita Remix
1. L'amore merita (Dj Samuel Kimkò Remix Radio) – 3:31
2. L'amore merita (Dj Samuel Kimkò Remix Extended) – 5:56
3. L'amore merita (Stefano Fisico & Micky Uk Remix Radio) – 3:46
4. L'amore merita (Stefano Fisico & Micky Uk Remix Extended) – 4:47

## Classifiche
| Classifiche | Posizione massima |
| ----------- | ----------------- |
| Italia      | 57                |